# Kingsland Holdings
Kingsland Holdings Ltd. ist eine Kapitalgesellschaft mit Hauptgeschäftssitz in Nassau auf den Bahamas. Sie ist nach den Gesetzen des Commonwealth of the Bahamas organisiert. 
Bei Kingsland handelt es sich um eine Zweckgesellschaft, die zur Verwaltung des von der salvadorianischen Familie Kriete gehaltenen Anteilsbesitzes an der Avianca Holdings gegründet wurde. Kingsland besitzt derzeit 21,9 Prozent der stimmberechtigten Stammaktien der Avianca Holdings, was 14,5 Prozent der insgesamt ausstehenden Aktien entspricht, und ist der zweitgrößte Aktionär von Avianca (Stand: Mai 2019).
Avianca Holdings S.A. und Kingsland Holdings Ltd. machten in den Jahren 2016/2017 auf sich aufmerksam, als die beiden Unternehmen vor dem Obersten Gerichtshof des Bundesstaates New York landeten, bei dem es um die Zahlungsmodalität sowie die finanzielle Zukunft der kolumbianischen Fluggesellschaft Avianca ging. Im November 2017 einigten die Vertragspartner sich darauf, ihre eingereichten Klagen zurückzuziehen und auf persönlicher Ebene weiter zu verhandeln. Die Parteien haben dann gemeinsam mit dem Gericht eine Entscheidung getroffen, mit der die Klage unbeschadet abgewiesen wurde.